# 霍莉·曼泰
霍莉·曼泰（英語：Holly Manthei，1976年2月8日—），美国女子足球运动员，场上位置是中场、前锋。她曾代表美国国家队参加1995年国际足联女子世界杯，结果队伍获得季军。